# 中国—老挝边界

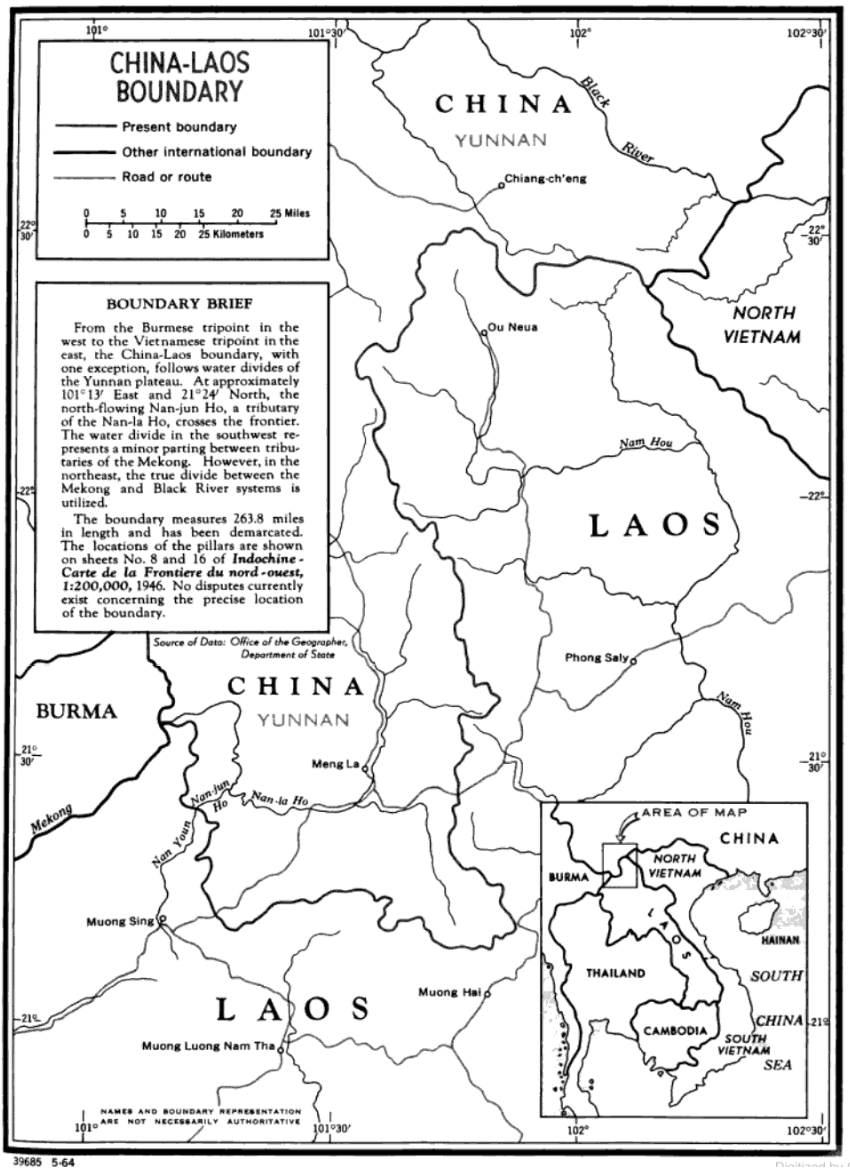
中老边界地图

中国—老挝边界是中国和老挝之间的国际边界长505.04 km（313.82 mi），从西部与缅甸的三国交界点到东部与越南的三国交界点。

## 描述
边界从西部开始，在湄公河上与缅甸的三国交界点，通过一系列不规则的陆路线向南行进。然后边界急剧向东转向并继续陆路，然后急剧向北转向，继续沿该方向行驶一段距离，然后再次向东转向并在十層大山山峰的越南三国交界点终止。
双方边界以少数民族为主。从地形上看，它多山，森林茂密，农业有限。老挝一侧与琅南塔省、乌多姆赛省和丰沙里省接壤，中国一侧则全部属于云南省。

## 历史
边境地区在历史上远离中国和老挝的权力中心。从1860年代起，法国开始在该地区建立出現，最初是在现代柬埔寨和越南，而法属印度支那的殖民地则于1887年建立。中法战争后的1887年，法国和中国已经确定了东京（越南北部）和中国之间的边界。 1893年法暹战争后，老挝加入法屬老挝殖民地，1895年6月20日签署了划定中老当前位置边界的边界协议。后来用一系列柱子在地面上划定了界限。
1991年10月24日中老签署《中老边界条约》，1992年4月重新测量并划定了边界，1993年1月31日签署《关于两国边界的议定书》。

## 跨境
有两个跨境点。主要的位于磨憨镇－磨丁市。第二个跨境点位于东北部的康平镇勐康－约乌县兰堆。连接昆明和万象的玉磨铁路（玉溪市至磨憨镇）和磨万铁路（磨丁市至万象）已于2021年12月3日开通。

## 历史地图
20世纪末世界国际地图、作战导航图和战术引航图中从西到东的边界历史地图：

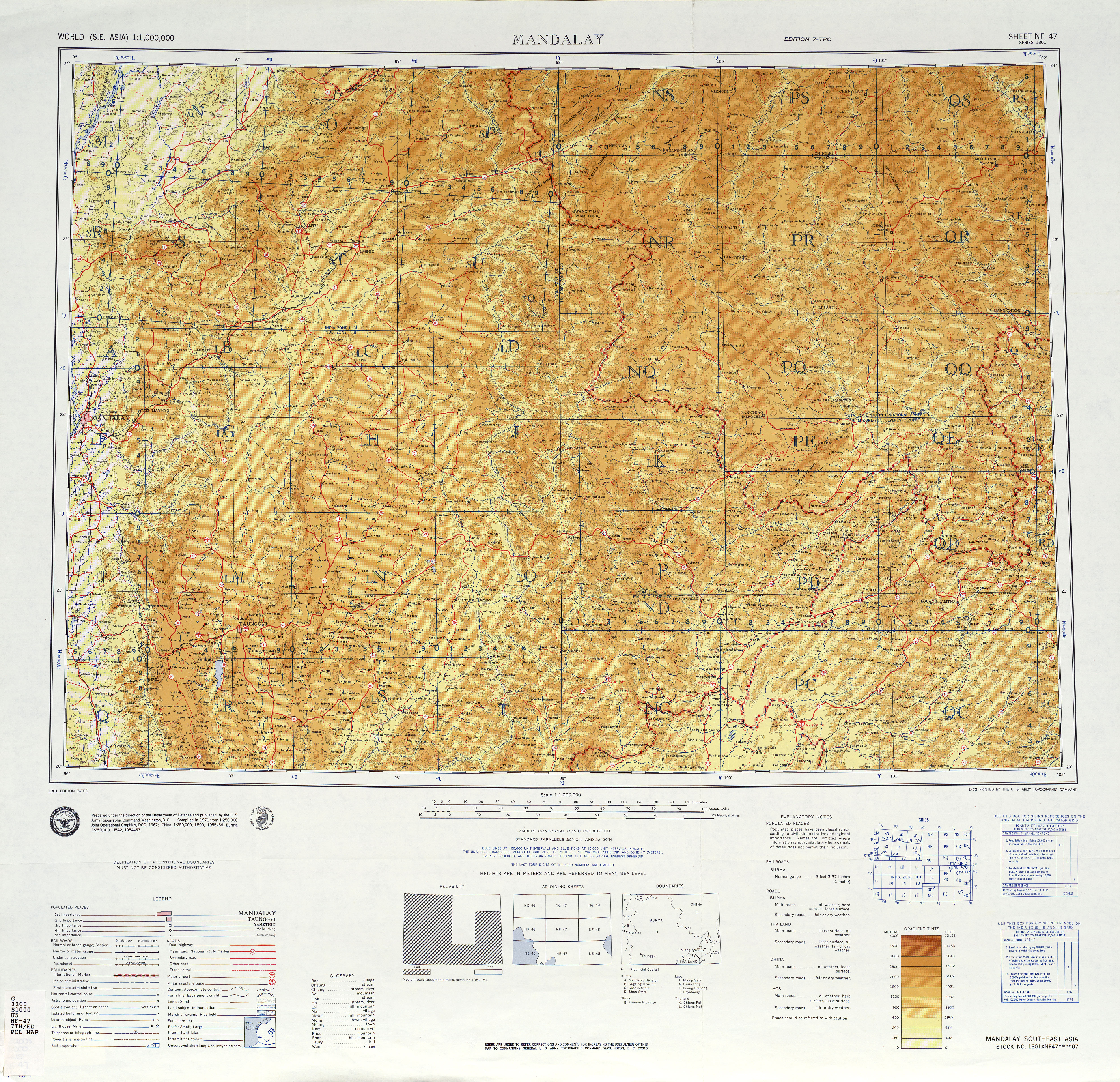
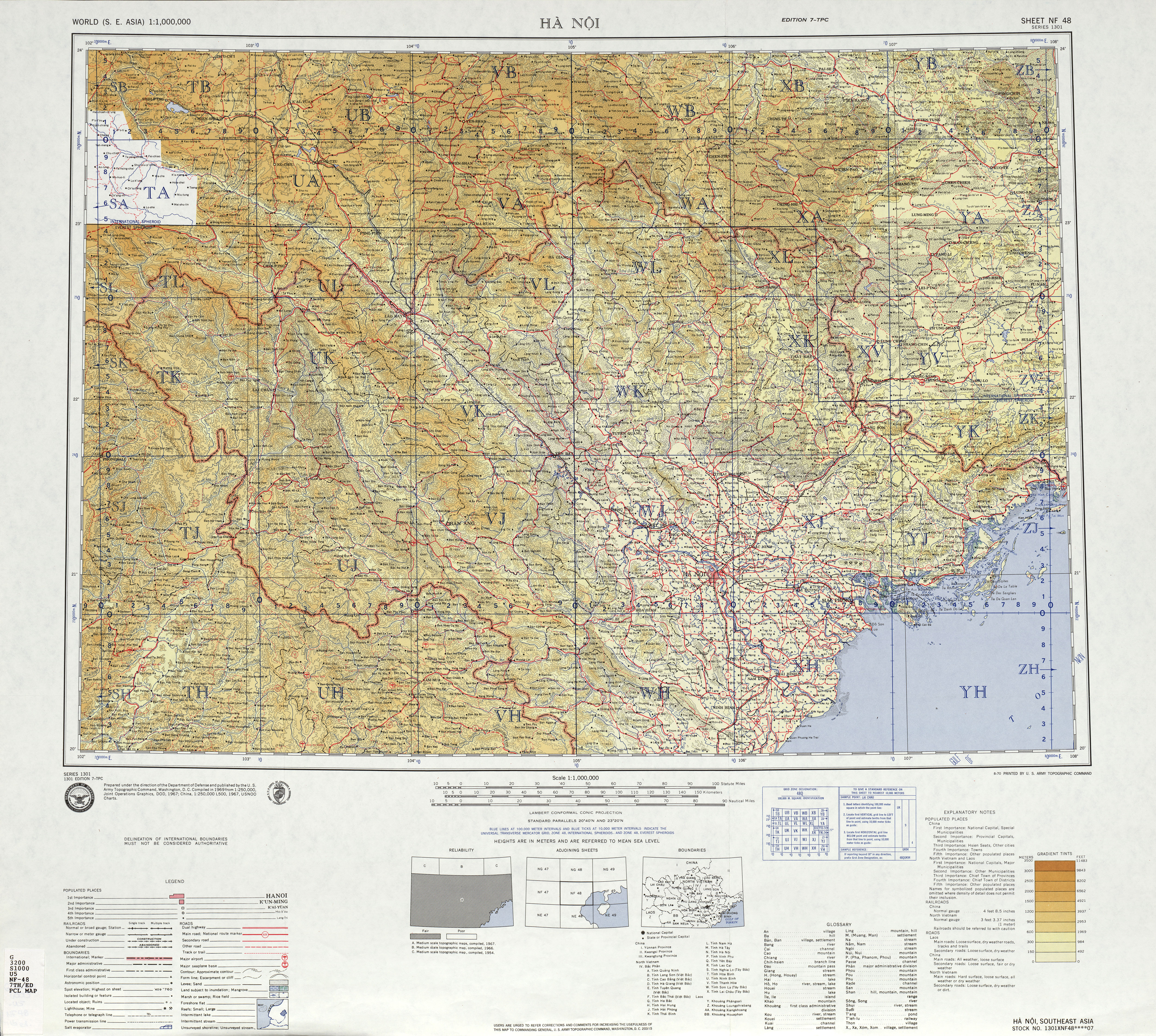
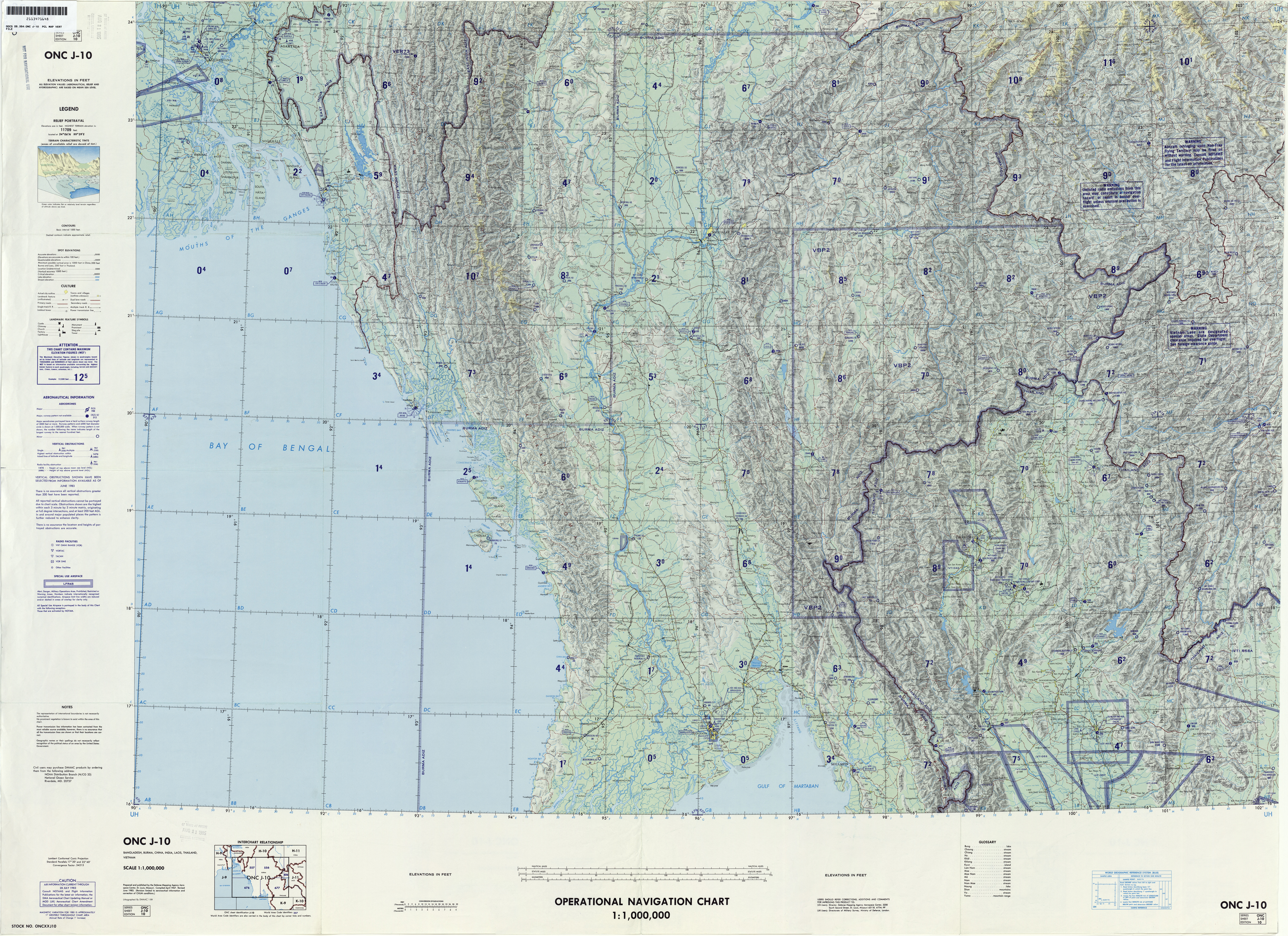
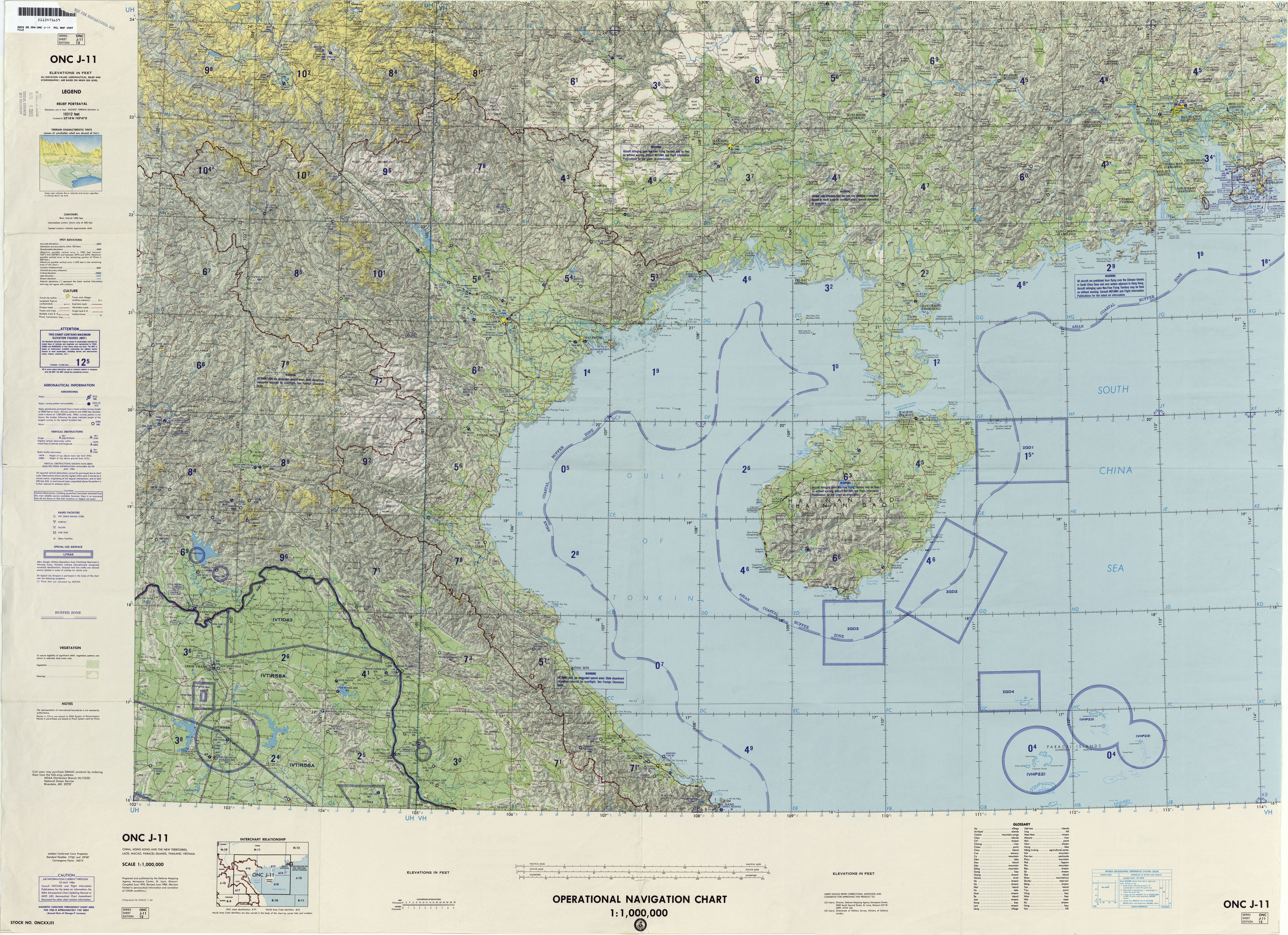
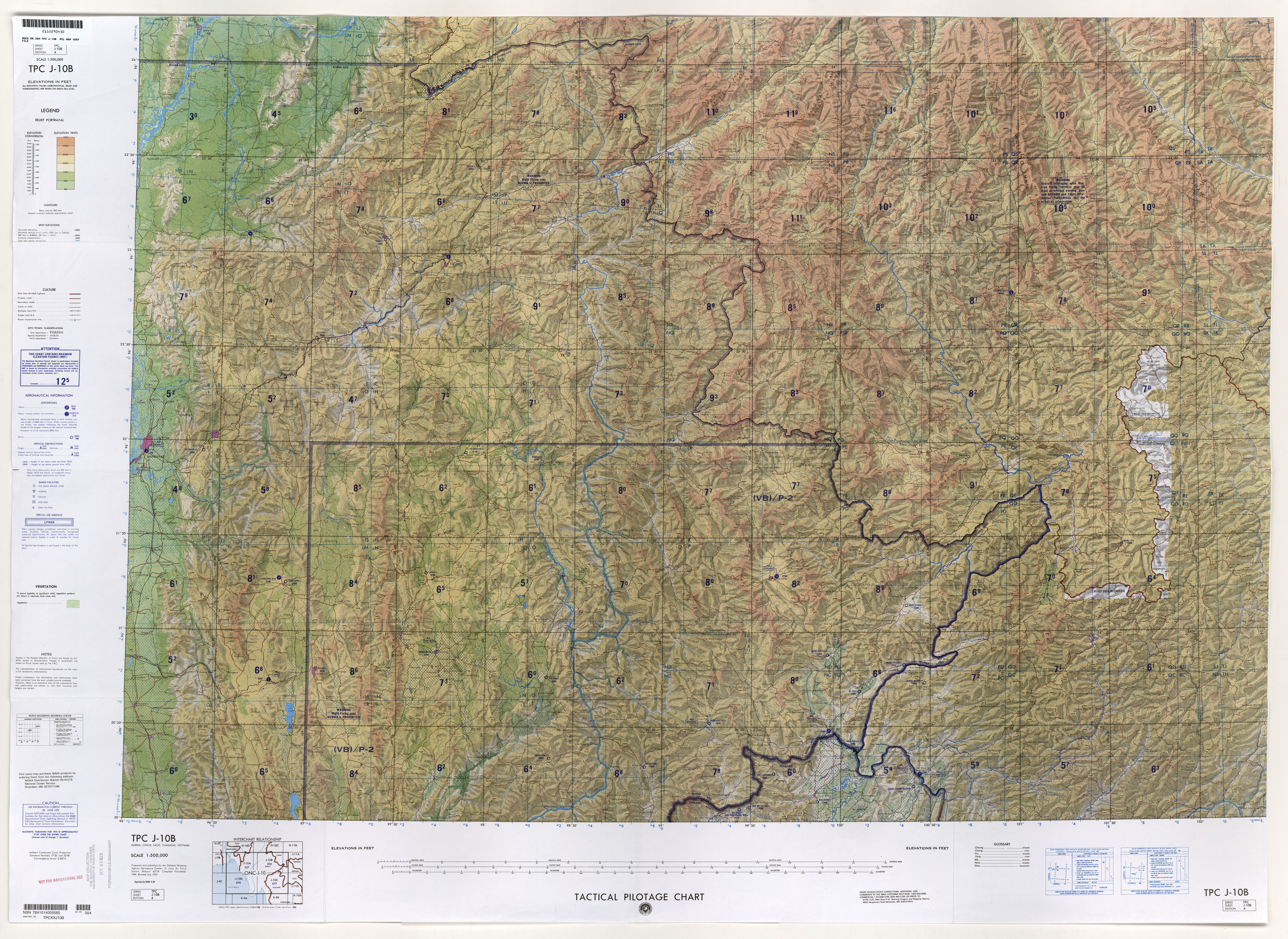

## 参見
- 中老关系